# Adolf Joffe
Adolf Abramovitj Joffe (ryska: Адо́льф Абра́мович Ио́ффе), född 10 oktober 1883 i Simferopol, död 16 november 1927 i Moskva, var en rysk socialistisk politiker och diplomat.

## Biografi
Joffe, som var av karaitiskt ursprung (judar från Krim), tvingades på grund av deltagande i den ryska revolutionsrörelsen (1905) att 1906 lämna Ryssland och vistades mestadels i Västeuropa. Tillsammans med Lev Trotskij grundade han 1908 den socialdemokratiska tidningen Pravda. Han återvände till Ryssland 1912 men fängslades och förvisades till Sibirien. Åren 1903–1917 var Joffe mensjevik, men anslöt sig i samband med oktoberrevolutionen till bolsjevikpartiet. 
Joffe var Rysslands huvudförhandlare i samband med freden i Brest-Litovsk 1918, och blev därefter sändebud i Tyskland. På grund av sin revolutionära propaganda utvisades han därifrån jämte hela ryska delegationen tre dagar före tyska novemberrevolutionen. Åren 1922–1924 var han Sovjetunionens ambassadör i Kina och undertecknade 1923 samarbetsavtal med nationalistledaren Sun Yat-sen, och därefter i Wien 1924–1925, Tokyo 1925 och därefter i Genua. Till följd av stalinismens framväxt i Sovjetunionen sedan Lev Trotskij hade utmanövrerats ur partiet fråntogs Joffe alla politiska positioner, samtidigt som han blev svårt sjuk, och begick i samband med detta självmord.
Panait Istrati som deltog i festligheterna till 10-års minnet av Oktoberrevolutionen 1917, skriver dock att Joffe sköt sig dagen efter ”för att protestera mot de småaktiga förföljelser för vilka hans vänner av oppositionsinriktningen blivit utsatta för under festerna”.